# Nancy Wilson
För andra betydelser, se Nancy Wilson (olika betydelser).

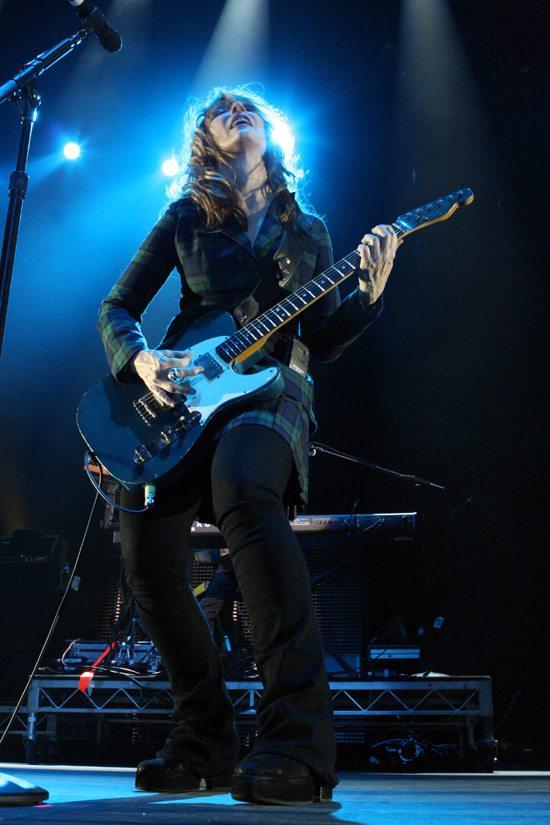
Nancy Wilson spelar gitarr 2011.

Nancy Lamoureaux Wilson, född 16 mars 1954 i San Francisco i Kalifornien, är en amerikansk gitarrist och sångerska. Hon är bland annat medlem i rockgruppen Heart.
Tillsammans med sin syster, sångerskan Ann Wilson, är Nancy Wilson frontfigur i rockgruppen Heart sedan 1974. Även om Ann är bandets huvudsakliga ledsångerska har Nancy sjungit huvudstämman på några av bandets hits, bland annat "These Dreams", "There's the Girl", "Stranded" och "Will You Be There (In the Morning)".
Nancy Wilson var gift med filmregissören Cameron Crowe 1986–2010, och har komponerat musik till flera av hans filmer, däribland Almost Famous (2000) och Vanilla Sky (2002). De har ett par tvillingsöner tillsammans.